# Škoda T-21
Škoda T-21 (do května 1939 označován jako Š-II-c) byl prototyp československého středního tanku vyvinutý Škodovými závody v letech 1936 až 1938. Jednalo se o vozidlo klasické konfigurace, po technické stránce odpovídající dobovým standardům, vyzbrojené poloautomatickým dělem ráže 47 milimetrů v otočné věži a disponující, podobně jako jeho na domácí půdě úspěšnější konkurent Praga V-8-H, gyrokompasem a systémem ochrany posádky proti chemickým bojovým látkám. Uspořádáním podvozku, použitím planetové převodovky a pneumatického posilovače řízení vozidlo navazovalo na koncepci lehkého tanku vz. 35, předchozí úspěšné tankové konstrukce Škody.
Vývoj vozidla byl poznamenán vleklými problémy zejména s přehříváním pohonné jednotky, a ukončen byl až na sklonku roku 1938 kdy, vzhledem k celkovému útlumu výzbrojních programů republiky v pomnichovském období, již nebyl zaveden do výzbroje armády Československa a jeho sériová výroba v mateřském závodě v Plzni nebyla zahájena. Na jeho základě zde nicméně během okupace na objednávku německé branné moci v letech 1939–1941 vznikly zdokonalené prototypy T-22 a T-23, disponující zesílenou pancéřovou ochranou a výkonnější pohonnou jednotkou.
V roce 1940 byla licenční práva na vozidlo poskytnuta Maďarsku které jej vyrábělo a dále vyvíjelo pod označením Turán. V sestavě Maďarské armády byly tanky Turán nasazeny do bojů druhé světové války na východní frontě.
Objednávka Rumunska z roku 1941, znějící na 216 kusů T-21, pod plánovaným označením R-3, nemohla být realizována, vzhledem k vytíženosti Škodových závodů zakázkami pro Wehrmacht. Dalším zahraničním zájemcem o tank byla armáda Itálie, která jej příznivě hodnotila během zkoušek v roce 1941, ale k dohodě o licenční výrobě nakonec nedošlo.